# Тёроку
Тёроку (яп. 長禄 тё:року, долгое счастье) — девиз правления (нэнго) японского императора Го-Ханадзоно, использовавшийся с 1457 по 1461 год .

## Продолжительность
Начало и конец эры:
- 28-й день 9-й луны 3-го года Косё (по юлианскому календарю — 16 октября 1457);
- 21-й день 12-й луны 4-го года Тёроку (по юлианскому календарю — 1 февраля 1461).

## Происхождение
Название нэнго было заимствовано из 6-го цзюаня древнекитайского сочинения «Хань Фэй-цзы» (кит. 韓非子, пиньинь Han Feizi):「其建生也長、持禄也久」.

## События
даты по юлианскому календарю
- 1457 год (1-й год Тёроку) — Происшествие годов Тёроку (яп. 長禄の変 тё:року но хэн) — было украдено одно из трёх священных сокровищ — подвески из драгоценных камней[7];
- 1458 год (8-я луна 2-го года Тёроку) — подвески из драгоценных камней вернули из Ёсино (столица южной династии) обратно в Киото[8];
- 1459 год (3-й год Тёроку) — была завершена реконструкция храма Ацута, длившаяся с 1457 года, и по этому случаю был проведён фестиваль[9];
- весна и лето 1459 года (3-й год Тёроку) — страшная засуха, сменившаяся в 9-й луне тайфуном и наводнением[4];
- 1459 — 1461 годы (3-й год Тёроку — 2-й год Кансё) — Голод годов Тёроку и Кансё (яп. 長禄・寛正の飢饉 тё:року кансё: но кикин) — больше всего пострадало сельское население области Киото и окрестностей озера Бива[10]. Голодающие стали негодовать на алчных ростовщиков и на сеньоров и обратились к сёгуну в качестве третейского судьи[10]. Тот решил дело в пользу крестьян, но проблема нехватки еды осталась[10].

## Сравнительная таблица
Ниже представлена таблица соответствия японского традиционного и европейского летосчисления. В скобках к номеру года японской эры указано название соответствующего года из 60-летнего цикла китайской системы гань-чжи. Японские месяцы традиционно названы лунами.
| 1-й год Тёроку (Огненный Бык)         | 1-я луна*      | 2-я луна                | 3-я луна* | 4-я луна  | 5-я луна* | 6-я луна  | 7-я луна* | 8-я луна   | 9-я луна    | 10-я луна*              | 11-я луна  | 12-я луна  |                |
| ------------------------------------- | -------------- | ----------------------- | --------- | --------- | --------- | --------- | --------- | ---------- | ----------- | ----------------------- | ---------- | ---------- | -------------- |
| Юлианский календарь                   | 26 января 1457 | 24 февраля              | 26 марта  | 24 апреля | 24 мая    | 22 июня   | 22 июля   | 20 августа | 19 сентября | 19 октября              | 17 ноября  | 17 декабря |                |
| 2-й год Тёроку (Земляной Тигр)        | 1-я луна*      | 1-я луна (високосная) * | 2-я луна  | 3-я луна* | 4-я луна* | 5-я луна  | 6-я луна* | 7-я луна   | 8-я луна    | 9-я луна                | 10-я луна* | 11-я луна  | 12-я луна      |
| Юлианский календарь                   | 16 января 1458 | 14 февраля              | 15 марта  | 14 апреля | 13 мая    | 11 июня   | 11 июля   | 9 августа  | 8 сентября  | 8 октября               | 7 ноября   | 6 декабря  | 5 января 1459  |
| 3-й год Тёроку (Земляной Кролик)      | 1-я луна*      | 2-я луна*               | 3-я луна  | 4-я луна* | 5-я луна* | 6-я луна  | 7-я луна* | 8-я луна   | 9-я луна    | 10-я луна*              | 11-я луна  | 12-я луна  |                |
| Юлианский календарь                   | 4 февраля 1459 | 5 марта                 | 3 апреля  | 3 мая     | 1 июня    | 30 июня   | 30 июля   | 28 августа | 27 сентября | 27 октября              | 25 ноября  | 25 декабря |                |
| 4-й год Тёроку (Металлический Дракон) | 1-я луна       | 2-я луна*               | 3-я луна* | 4-я луна  | 5-я луна* | 6-я луна* | 7-я луна  | 8-я луна*  | 9-я луна    | 9-я луна (високосная) * | 10-я луна  | 11-я луна  | 12-я луна      |
| Юлианский календарь                   | 24 января 1460 | 23 февраля              | 23 марта  | 21 апреля | 21 мая    | 19 июня   | 18 июля   | 17 августа | 15 сентября | 15 октября              | 13 ноября  | 13 декабря | 12 января 1461 |

* звёздочкой отмечены короткие месяцы (луны) продолжительностью 29 дней. Остальные месяцы длятся 30 дней.